# House Energy Revenge
 House Energy Revenge è un singolo del  1989 dei Cappella.
Il disco raggiunse la posizione numero 73 nel Regno Unito.